# Csömödér, Zala
Csömödér  este un sat în districtul Lent, județul Zala, Ungaria, având o populație de 660 de locuitori (2011). 

## Demografie
Componența etnică a satului Csömödér
     Maghiari (90,35%)
     Romi (8,39%)
     Necunoscut (0,79%)
     Germani (0,47%)
     Alții (0,79%)
Componența confesională a satului Csömödér
     Romano-catolici (66,36%)
     Fără religie (2,42%)
     Reformați (1,06%)
     Necunoscută (28,94%)
     Alte religii (1,67%)
Conform recensământului din 2011, satul Csömödér avea 660 de locuitori. Din punct de vedere etnic, majoritatea locuitorilor (90,35%) erau maghiari, cu o minoritate de romi (8,39%). Apartenența etnică nu este cunoscută în cazul a 0,79% din locuitori.  Din punct de vedere confesional, majoritatea locuitorilor (66,36%) erau romano-catolici, existând și minorități de persoane fără religie (2,42%) și reformați (1,06%). Pentru 28,94% din locuitori nu este cunoscută apartenența confesională.